# إدوين هول
إدوين هربرت هول (بالإنجليزية: Edwin Herbert Hall)‏ (7 نوفمبر 1855 - 20 نوفمبر 1938) كان فيزيائيا أمريكيا إكتشف تأثير هول. وأعد بحثه العلمي عن الكهروحرارية في جامعة هارفرد، وأيضا قام بتأليف عدة كتب فيزيائية.

## سيرته الذاتية
ولد هول في مدينة غورهام، الولايات المتحدة. تلقى هول تعليمه الجامعي في كلية بودوين وتخرج منها في عام 1875. أكمل هول دراسته العليا وبحثه العلمي وتحصل على درجة الدكتوراه عام 1880 من جامعة جونز هوبكنز.
إكتشف هول تأثير هول في عام 1879 بينما كان يعمل على أطروحة الدكتوراه في الفيزياء.
عُين هول أستاذا للفيزياء في جامعة هارفرد في عام 1895. ثم استقال في عام 1921 وتوفي في مدينة كامبريدج (ماساتشوستس)، الولايات المتحدة عام 1938.

## روابط خارجية
- إدوين هول على موقع الموسوعة البريطانية (الإنجليزية)
- إدوين هول على موقع إن إن دي بي (الإنجليزية)